# Пичтри-Сити
Пичтри-Сити (англ. Peachtree City) — крупнейший город в округе Фейетт, штат Джорджия, США. По данным переписи 2020 года, население составило 38 244 человека. Пичтри-Сити расположен в южной части агломерации Атланты.
В городе широко используются гольф-кары. Более 10 000 домохозяйств в городе владеют гольф-карами, и до большинства районов города можно добраться по более чем 140 км дорожек для гольф-каров.

## История
Территория современного Пичтри-Сити была заселена ещё во времена вудлендского периода, впоследствии на этих землях проживало индейское племя маскоги под предводительством их вождя Уильяма Макинтоша. В 1957 году ближайший ручей Флэт-Крик был перекрыт плотиной для создания водохранилища Пичтри. 9 марта 1959 года Пичтри-Сити был основан как плановый город, тогда же была создана система дорожек для гольф-каров. Концепция застройки предусматривала разделение города на пять поселений. Первоначальный план предусматривал численность населения от 75 000 до 80 000 человек. В 1970-х годах запланированная численность населения была снижена до 40 000–50 000 человек. В 2013 году в городе было открыто для общественного пользование озеро Макинтош.

## География
Пичтри-Сити расположен в западной части округа Фейетт на юге агломерации Атланты. На западе он граничит с округом Ковета, а на севере — с городом Тайрон. Через город проходит шоссе штата Джорджия 74 и шоссе штата Джорджия 54. 
По данным Бюро переписи населения США, общая площадь Пичтри-Сити составляет 65,9 квадратных километров, из которых 63,6 квадратных километров (96,43%) составляет суша, а 2,4 квадратных километра (3,57%) — водная поверхность. Город находится в водоразделе ручья Лайн-Крик, который образует западную границу города и границу округа, и является текущим на юг притоком реки Флинт.
В Пичтри-Сити есть три озера. Озеро Кедрон на севере является водохранилищем, которое снабжает озеро Пичтри на юге через Флэт-Крик. Озеро Кедрон принадлежит Управлению округа Фейетт и управляется таким образом, чтобы озеро Пичтри было полноводным, когда нет дождей, и при этом позволяло использовать озеро в рекреационных целях во время засухи. Озеро Кедрон не разрешается использовать в рекреационных целях, за исключением рыбалки. Озеро Макинтош, самое новое озеро, расположенное недалеко от Плантерры, недавно стало полноценным водоемом.

### Климат
| Показатель                    | Янв. | Фев. | Март | Апр. | Май | Июнь | Июль | Авг. | Сен. | Окт. | Нояб. | Дек. | Год  |
| ----------------------------- | ---- | ---- | ---- | ---- | --- | ---- | ---- | ---- | ---- | ---- | ----- | ---- | ---- |
| Абсолютный максимум, °C       | 27   | 28   | 31   | 33   | 36  | 38   | 40   | 39   | 37   | 36   | 31    | 26   | 40   |
| Средний суточный максимум, °C | 13   | 15   | 19   | 24   | 27  | 31   | 32   | 32   | 29   | 24   | 19    | 14   | 23   |
| Средний суточный минимум, °C  | −1   | 1    | 4    | 8    | 13  | 18   | 20   | 19   | 16   | 9    | 4     | 0    | 9    |
| Абсолютный минимум, °C        | −22  | −16  | −12  | −4   | 2   | 5    | 10   | 11   | 0    | −4   | −16   | −19  | −22  |
| Норма осадков, мм             | 116  | 129  | 129  | 97   | 100 | 97   | 126  | 113  | 96   | 83   | 105   | 107  | 1298 |
| Источник:                     |      |      |      |      |     |      |      |      |      |      |       |      |      |

## Население

### Перепись 2020 года
По данным переписи населения 2020 года в городе проживало 38 244 человека, имелось 13 416 домохозяйств и 9 808 семей. Плотность населения составила 587.50 чел./км2. Расовый состав населения города был следующим: 77.5% белых, 6.5% чернокожих, 0.1% коренных американцев, 7.7% азиатов, 0.5% уроженцев островов Тихого океана, 6.1% представителей других рас или имеющих смешанное происхождение. Латиноамериканцы любой расы составили 8% населения.

## Экономика
Крупнейшими работодателями в Пичтри-Сити являются:
- Cooper Lighting Solutions, ранее Eaton Corp — прооизводитель электроборудования, имеет штаб-квартиру в Пичтри-Сити[16].
- Hoshizaki America, Inc. — поставщик льдогенераторов, холодильных витрин, диспенсеров, разделочных столов, коммерческих холодильников и морозильников для предприятий общественного питания, отелей, больниц, домов престарелых, школ и магазинов, имеет штаб-квартиру, а также складские и производственные мощности в Пичтри-Сити[17].
- Panasonic Automotive Systems Company of America (PASA) — крупный поставщик автомобильных аудио-, видео- и навигационных систем, имеет основные производственные мощности в Пичтри-Сити и является крупнейшим работодателем в городе.
- Национальная метеорологическая служба имеет офис в городе, обслуживает большую часть северной и центральной Джорджии. Это единственный офис NWS в штате Джорджия[18].
- Gallopade International, Inc. — американская полиграфическая компания, имеет штаб-квартиру, типографию и склад в Пичтри-Сити[19].
- Sany[англ.] — китайский многонациональный производитель тяжелого оборудования[20].
- Osmose Utilities Services, Inc. — поставщик услуг по защите коммунальной инфраструктуры[21].
- TDK Corporation — производитель устройств хранения данных[22].

## Спорт

### Футбол
В 2016 году был основал ФК Peachtree City MOBA второй лиги USL был основан в 2016 году. Клуб играет на стадионе MOBA Soccer Stadium в MOBA Soccer Academy.
Также в Пичтри-Сити есть футбольный клуб «Peachtree City Lazers». Его бывший игрок Келли О'Хара стала участницей национальной сборной, и участвовала в двух Олимпийских играх (2012 и 2020) и в трех чемпионатах мира (2011, 2015 и 2019). 

## Правительство
По состоянию на 2022 год мэром Пичтри-Сити является Ким Лернард. Членами совета являются Лора Джонсон, Сюзанна Браун, Клинт Холланд и Фрэнк Дестадио. 

## Образование

### Государственные школы
Пичтри-Сити обслуживается школьной системой округа Фейетт. Школы, расположенные в Пичтри-Сити, включают:
- Старшая школа Макинтоша
- Средняя школа Дж. С. Бута
- Начальная школа Брелинн
- Начальная школа Хаддлстона
- Начальная школа Кедрона
- Начальная школа Ок-Гров
- Начальная школа Пичтри-Сити
- Начальная школа Крэбэппл-Лейн

### Частные школы
В Пичтри-Сити расположена одна частная школа — Христианская школа Ландмарк (1-12 классы).

### Университеты
В городе расположены кампусы следующих университетов:
- Государственный университет Клейтона[англ.] — расположен в северной части Пичтри-Сити. Предлагает программу зачисления с двойными кредитами для учащихся старших классов, предоставляет диплом уровня бакалавра в области бизнеса, психологии, интегративных исследований, административного управления и управления технологиями, а также программа MBA со специализацией в логистике и управлении цепочками поставок.
- Университет Пойнт[англ.] — этот кампус предлагает программу Access для взрослых учащихся и программу зачисления с двойными кредитами для учащихся старших классов.

## Медиа

### Кино и телевидение
Сериал «До смерти красива» от Lifetime снимался в Пичтри-Сити и прилегающих районах округов Фейетт и Ковета. Благодаря Raleigh Studios в соседней Сеное, Пичтри-Сити часто становился местом съёмок эпизодов других сериалов, таких как «Ходячие мертвецы». Часть сцен из фильма Радостный шум также была снята в городе.
В 2019 года в Пичтри-Сити был снят фильм «Зеленее травы», в котором отображена уникальная транспортная система города, хотя местом действия  фильма является вымышленный город
.
Для производства «Мегалополиса» Фрэнсис Форд Коппола приобрел мотель Days Inn в Пичтри-Сити за 4,35 миллиона долларов, чтобы проживать и размещать там съемочную группу и свою большую семью. Здание было позже открыто для публики 5 июля 2024 года как All-Movie Hotel. Памятные вещи из предыдущих фильмов Копполы выставлены по всему отелю.

## Инфраструктура

### Транспорт

#### Гольф-кары
В Пичтри-Сити есть система дорожек для гольф-каров, которые пересекают город и обеспечивают доступ практически к любому месту в пределах города. Общая протяженность дорожной сети составляет более 140 км. У многих заведений есть специально выделенные парковочные места для гольф-каров. Полицейское управление Пичтри-Сити также имеет несколько гольф-каров, используемых для патрулирования улиц.
Более 10 000 домохозяйств владеют гольф-карами и используют их в качестве дополнительного транспортного средства. Детям в возрасте от двенадцати до пятнадцати лет можно управлять гольф-карами с родителем или другим опекуном на переднем пассажирском сиденье. Людям старше пятнадцать лет, при наличии действующего разрешения на обучение в Джорджии или полных водительских прав, разрешено управлять гольф-карами в одиночку. Учащимся средней школы Макинтош рекомендуется ездить в школу на семейных гольф-карах из-за ограниченного количества парковочных мест. В 2015 году средняя школа Старрс-Милл открыла специальную стоянку для гольф-каров. Дорожки для гольф-каров также используются велосипедистами, бегунами и пешеходами как более безопасная альтернатива обочине дороги. В феврале 2003 года журнал Golf Digest обсуждал пробки на дорогах, вызванные использованием гольф-каров в городе.

#### Аэропорты
В Пичтри-Сити расположен Региональный аэропорт Атланты, небольшой аэропорт авиации общего назначения, преимущественно обслуживающий чартерные авиаперевозки. С 1987 года объем перевозок вырос с примерно 60 самолетов, базирующихся в аэропорту, до примерно 165. Длина взлетно-посадочной полосы составляет 1590 м, и она способна обслуживать самолёты весом до 27 000 кг. В основном аэропорт используется для деловых перелетов жителей Пичтри-Сити, но также используется для развлекательных полетов. Для публики предусмотрена смотровая площадка, где можно наблюдать за взлетом и посадкой самолетов. В течение года в аэропорту проводится множество мероприятий, включая авиашоу Great Georgia Air Show. В аэропорту находится радиолокационная станция Национальной метеорологической службы, Центр прогнозирования погоды Southeast River и Бюро прогнозирования погоды, которое обслуживает 96 округов в северной и центральной Джорджии.
Ближайший международный аэропорт Хартсфилд-Джексон Атланта, обслуживающий регулярные авиарейсы, расположен в 40 км к северо-востоку от Пичтри-Сити через шоссе штата Джорджия 74 и автомагистраль I-85.
Таможенная служба США обозначила Пичтри-Сити как зону внешней торговли. В США зона внешней торговли — это участок в порту, обслуживаемом, таможенной службы США или рядом с ним (в данном случае международный аэропорт Атланта), обозначенный как свободный от таможенных процедур въезда.

## Известные люди
- Джонни Гранж[англ.] — профессиональный рестлер.
- Шеррилин Кеньон — писательница, автор бестселлеров № 1 по версии New York Times[37].
- Келли О'Хара — футболистка, игрок Национальной сборной.
- Рид Соренсон[англ.] — гонщик NASCAR.
- Трэвис Ван Винкл — актер.
- Стела Коул[англ.] — певица и автор песен.
- Ратледж Вуд[англ.] — телеведущий.